# San Pietro Val Lemina
San Pietro Val Lemina là một đô thị có 1.480 dân (năm 2001) ở tỉnh Torino, vùng Piedmont của Ý.
Các đô thị giáp ranh là Pinasca, Pinerolo, Villar Perosa và Porte.
San Pietro Val Lemina nằm ở độ cao 451 m trên mực nước biển.
Đô thị này có diện tích 12,43 km², mật độ dân số 119 người/km².